# 連邦最高裁判所 (ミャンマー)
連邦最高裁判所（ビルマ語: ပြည်ထောင်စုတရားလွှတ်တော်ချုပ်）とは、ミャンマー連邦共和国憲法における最上級司法裁判所、終局審裁判所であり、立法機関及び行政機関と並ぶ独立した司法機関として存在する。連邦最高裁判所には、法律上、長官を含めて7人から10人の裁判官がいなければならないとされている。

## 管轄

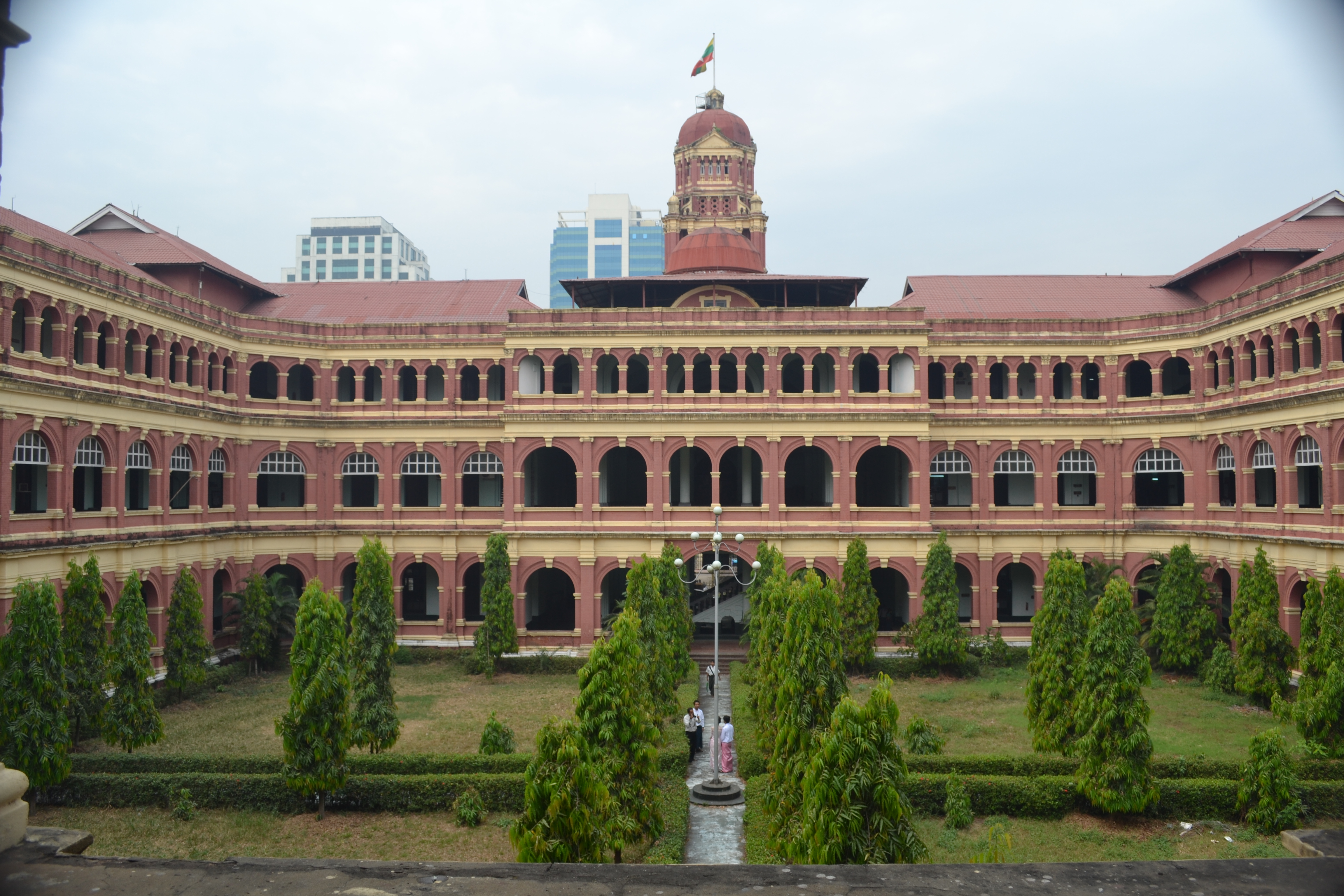
ヤンゴンにある旧庁舎

連邦憲法裁判所及び軍法会議に対する影響を除き、連邦最高裁判所は、ミャンマーにおける最上級裁判所である。連邦最高裁判所は、民事事件及び刑事事件における第一審及び上訴審としての管轄を有する。さらに、法律に基づき、裁判所の判決や命令を修正する管轄権し、また、死刑判決の確定を修正する管轄権を有する。連邦最高裁判所では、1人若しくは複数の裁判官の法廷、または大法廷で判決を下される。
ミャンマーにおける裁判所制度全体の最高権威なので、連邦最高裁判所は、ミャンマーの全ての下級裁判所を管理、監督する。また、司法に関する法案を立法府である連邦議会に提出する権限も付与されている。

## 歴史
1948年連邦司法法により、様々な審級の裁判所が設置された。ビルマ（ミャンマー）独立最初の連邦最高裁判所長官は、ケンブリッジ大学で学んだ弁護士バー・ウであり、彼は後にビルマ連邦第2代大統領となった。バー・ウは、1948年から1952年まで長官を務めた。

## 庁舎
2006年まで、最高裁判所は、ヤンゴンのチャウタダ郡区における、マハバンドゥーラ公園通りとパンソダン通りの間に位置する、パンソダン通りNo.89/133にあった。ヤンゴンにおける旧庁舎は建築家ジェーム・ズランサムがデザインし、1905年に始まった庁舎建築工事は1911年に完成した。
現在の庁舎は、2006年からの新しい首都であるネピドーのティリマンダイン通りNo.54にある。

## 構成

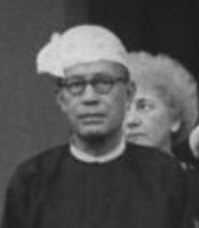
バー・ウ連邦最高裁判所長官（1948–1952）

連邦最高裁判所には、7人から11人の裁判官がおり、連邦最高裁判所長官及び6人から10人のその他の裁判官で構成される。ミャンマー連邦共和国憲法によると、連邦最高裁判所長官の報酬は、副大統領と同等であり、その他の裁判官の報酬は、副大臣と同等である。連邦最高裁判所長官とその他の裁判官は、「The Honourable」と呼ばれる資格を有している。

### 任命手続
連邦最高裁判所長官は、首相に指名される。公式な任命は連邦議会が行う。
2011年2月、テイン・セイン大統領は、トゥン・トゥン・ウーを連邦最高裁判所長官に指名した。連邦議会は、2011年2月17日に彼の指名を承認した。2017年6月、ティンチョー大統領は、Mya Han、Myo Tint、Soe Naing及びKhin Maung Kyiを新しい裁判官に指名した。さらに、Mya Theinが裁判官を退任したため、2018年11月、ウィンミン大統領に指名されたパテイン出身のMyo Winが新しい裁判官として任命された。

### 現在の連邦最高裁判所裁判官
| 名前                          | 就任          | 退任          | 指名した大統領 | 前職                         | 学歴                                                                    |
| ----------------------------- | ------------- | ------------- | -------------- | ---------------------------- | ----------------------------------------------------------------------- |
| トゥン・トゥン・ウー （長官） | 2011年3月30日 | 2026年7月28日 | ティン・セイン | 副長官（2007年–2011年）      | 法学士（ヤンゴン大学）                                                  |
| Tha Htay                      | 2011年3月30日 | 2028年        | ティン・セイン | 連邦選挙管理委員会委員       | 学士（ヤンゴン大学）                                                    |
| Myint Aung                    | 2011年3月30日 | 2022年        | ティン・セイン | ヤンゴン管区高等裁判所裁判官 | 学士（心理学）、 Higher Grade Pleadership Certificate（1981年）         |
| Aung Zaw Thein                | 2011年3月30日 | 2027年        | ティン・セイン | 判事補、法務長官             | 法学士（ヤンゴン大学）                                                  |
| Myo Win                       | 2018年9月15日 | 2030年9月14日 | ウィンミン     | 弁護士                       | 学士（ヤンゴン大学）                                                    |
| Mya Han                       | 2017年6月14日 | 2023年        | ティンチョー   | 弁護士                       | 法学士（ヤンゴン大学）、Dip in Business Management、Dip in Maritime Law |
| Myo Tint                      | 2017年6月14日 | 2026年        | ティンチョー   | 最高裁判所局長               | 学士（ヤンゴン大学）                                                    |
| Soe Naing                     | 2017年6月14日 | 2025年        | ティンチョー   | マンダレー地方域法務官       | 法学士（ヤンゴン大学）                                                  |
| Khin Maung Kyi                | 2017年6月14日 | 2028年        | ティンチョー   | 弁護士                       | 法学士（マンダレー・アーツ科学大学）                                    |